# Greg Walden
Gregory "Greg" Paul Walden (The Dalles, Oregon, 10 de janeiro de 1957) é um político americano. De 1999 a 2021, ele representou o 2º distrito eleitoral do Congresso do estado de Oregon na Câmara dos Deputados dos EUA.
Greg Walden frequentou a Universidade de Oregon em Eugene até 1981. Mais tarde, ele era dono de uma empresa de comunicações com sua esposa Mylene. Politicamente, tornou-se membro do Partido Republicano. Entre 1981 e 1987 ele serviu na equipe do congressista Denny Smith; de 1988 a 1995 foi membro da Câmara dos Representantes do Oregon. Ele então sentou de 1995 a 1997 no Senado Estadual, onde foi o líder do grupo parlamentar dos senadores republicanos. Enquanto isso, ele se esforçou para concorrer ao governo de Oregon. No entanto, depois que seu filho não nascido foi diagnosticado com um defeito cardíaco, ele abandonou esses planos. A criança morreu logo após o nascimento.
Em 1994, Greg Walden foi assistente de campanha de Wes Cooley, que foi então eleito para a Câmara dos Representantes dos EUA. Depois que ele não foi nomeado por causa de algumas mentiras sobre seu passado militar em 1996, Walden esperava uma indicação para seu lugar no Congresso. Na corrida, ele havia considerado concorrer como candidato independente, mas desistiu por razões de táticas partidárias para impedir a vitória dos democratas. No entanto, a indicação do partido em 1996 foi para Robert Freeman Smith, que havia sido congressista pelo segundo distrito eleitoral de Oregon entre 1983 e 1995. Smith era amigo de Walden e o propôs como seu sucessor em 1998 porque ele não tinha intenção de concorrer novamente.
Em 1998, Greg Walden foi eleito para a Câmara dos Representantes dos EUA, onde começou a servir em 3 de janeiro de 1999. Como foi reeleito nas dez eleições que se seguiram, entre 2000 e 2018, pôde exercer seu mandato até janeiro de 2021. Walden é ou foi membro do Comitê de Energia e Comércio e de dois de seus subcomitês. Anteriormente, ele foi membro do comitê que trata do aquecimento global e da independência energética. A partir de 2013, ele presidiu o Comitê Nacional Republicano do Congresso.
Em outubro de 2019, ele anunciou que não concorreria novamente a seu assento no corpo nas eleições de 2020 para a Câmara dos Deputados dos Estados Unidos. Cliff Bentz, que também pertence ao Partido Republicano, conquistou seu assento na Câmara dos Deputados.
Ele vive em particular com sua esposa em Hood River. O casal tem um filho. Walden é membro da Câmara de Comércio local e do Rotary Club, entre outros.